# Vipio insectator
Vipio insectator är en stekelart som beskrevs av Kokujev 1898. Vipio insectator ingår i släktet Vipio och familjen bracksteklar. Inga underarter finns listade i Catalogue of Life.